# Sigmund Schopf
Sigmund Schopf (ur. 1862, zm. 26 maja 1934 w Gdańsku) – gdański kupiec, turecki urzędnik konsularny pochodzenia żydowskiego.
Studiował na uniwersytecie w Kilonii, otrzymując tytuł doktora filozofii (1887-1888). Powierzono mu m.in.   pełnienie funkcji konsula Turcji w Gdańsku (1913-1927).